# 경계 (지리학)

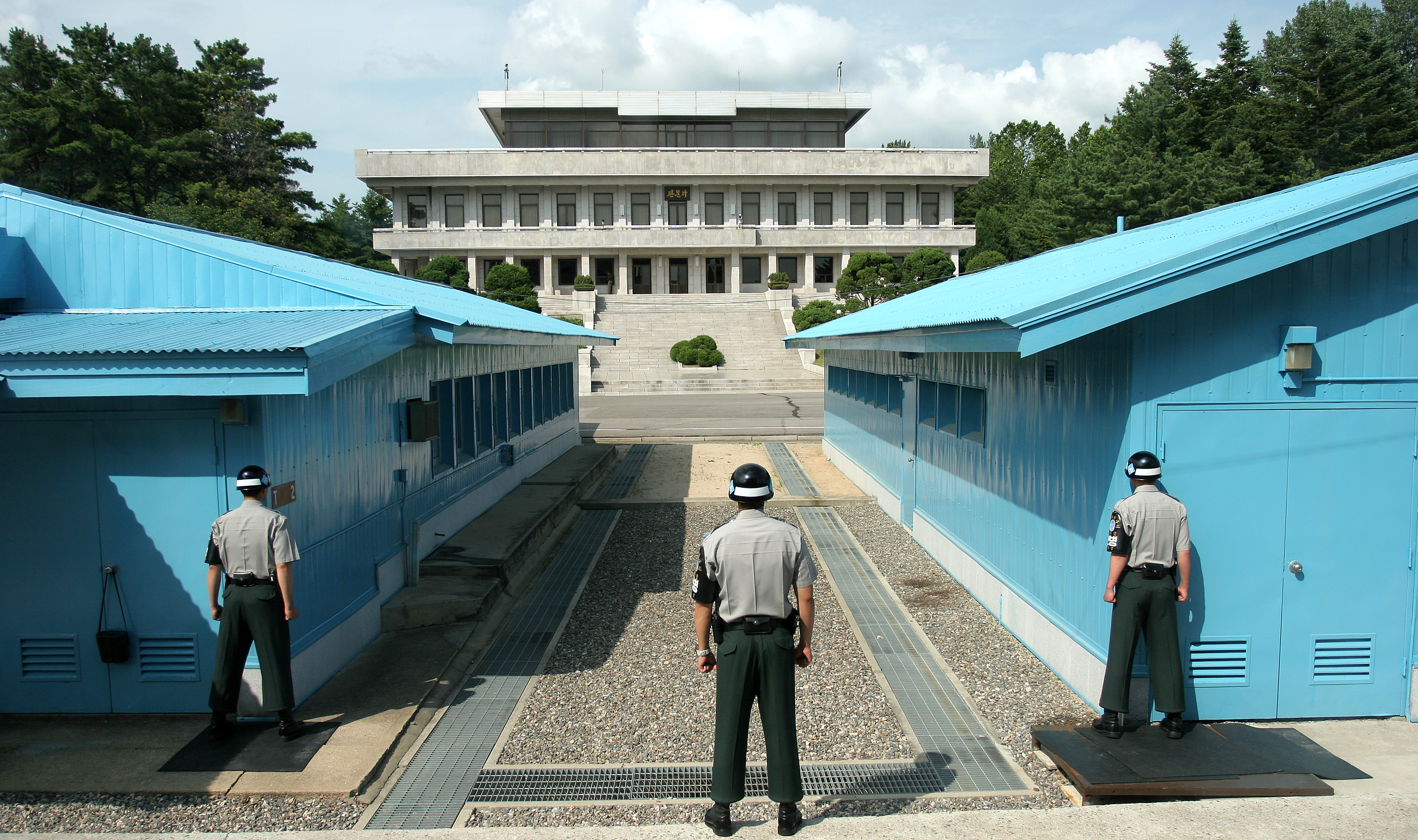
DMZ 경계

경계(border)는 일반적으로 해양 및 지형과 같은 지형이나 정부, 주권 국가, 연방 국가 및 기타 하위 국가 기관과 같은 정치적 실체에 의해 부과되는 지리적 경계로 정의된다. 정치적 경계는 전쟁, 식민지화 또는 해당 지역에 거주하는 정치 주체 간의 상호 합의를 통해 설정될 수 있다.
대부분의 주 내부 행정 경계나 솅겐 지역 내의 주 간 경계와 같은 일부 국경은 개방되어 있으며 전혀 보호되지 않는다. 대부분의 외부 정치적 국경은 부분적으로 또는 완전히 통제되며 지정된 국경 검문소에서만 합법적으로 통과할 수 있다. 인접한 국경 지역도 통제될 수 있다.
확대 위험을 낮추기 위해 교전 단체 사이의 국경에 완충 지대를 설정할 수 있다. 경계는 바운더리 그 자체를 가리키는 반면, 경계 주변 지역은 프런티어(frontier)라고 불린다.

## 같이 보기
- 국경
- 출입국관리
- 대륙의 경계
- 월경지
- 지정학
- 내륙국
- 리메스
- 국경에 따른 나라 목록
- 한 나라와만 국경을 맞대고 있는 나라 목록
- 국경으로 나뉜 섬 목록
- 정치지리학
- 사합점
- 솅겐 지역
- 삼합점